# Peugeot 807
Peugeot 807 — минивэн, выпускавшийся под маркой Peugeot с 2002 по 2014 год. Относится к семейству евровэнов. Был представлен вместе с остальными минивэнами в июне 2002 года. Объём багажника — 833 л.
806 был назван в соответствии с системой «x0x» Peugeot, где первая цифра обозначает модельную серию (размер / класс транспортного средства), а последняя обозначает поколение. Peugeot 807 стал преемником Peugeot 806, поэтому просто была изменена цифра с 6 на 7.
В отличие от 806, Peugeot 807 имеет некоторые отличия, например — изменение внешнего вида. Также 807 стал длиннее на 27 миллиметров.
С 2003 года производилась комплектация с АКПП.
В феврале 2008 года был поведён рестайлинг модели. В изменениях увеличенные логотипы и хромированные полоски на решетке радиатора, изменённые бампера и боковые молдинги.

## Безопасность
В 2002 году был проведён краш-тест, в котором 807 набрал 4 звезды из пяти. В 2003 году был проведён ещё один краш-тест. В нём 807 набрал уже пять звёзд из пяти.
| Euro NCAP                                           | Euro NCAP | Euro NCAP | Euro NCAP |
| --------------------------------------------------- | --------- | --------- | --------- |
| Рейтинги                                            | Пассажир  |           | 32        |
| Рейтинги                                            | Пешеход   |           | 6         |
| Протестированная модель: Peugeot 807 2.0 HDi (2002) |           |           |           |

| Euro NCAP                                           | Euro NCAP | Euro NCAP | Euro NCAP |
| --------------------------------------------------- | --------- | --------- | --------- |
| Рейтинги                                            | Пассажир  |           | 33        |
| Рейтинги                                            | Пешеход   |           | 6         |
| Протестированная модель: Peugeot 807 2.0 HDi (2003) |           |           |           |